# Argen (Naturschutzgebiet)
Ursprünglich rund 296 Hektar entlang der Argen in Oberschwaben wurden am 16. Dezember 1997 mit Verordnung des Regierungspräsidiums Tübingen zu einem Naturschutzgebiet erklärt. Geführt wird es bei der Landesanstalt für Umwelt, Messungen und Naturschutz Baden-Württemberg unter der Schutzgebietnummer 4.282.

## Lage
Das Naturschutzgebiet umfasst hauptsächlich den Bereich zwischen dem Zusammenfluss der Oberen und der Unteren Argen und der Argenmündung in den Bodensee, also den Flusslauf einschließlich der Steilhänge, Au- und Sumpfwälder, Tallagen und Hochwasserdämme. 235,6 Hektar des Gebiets liegen im Bodenseekreis, 66,9 Hektar im Landkreis Ravensburg.

## Schutzzweck
Als Schutzzweck ist vorrangig der Erhalt und die Pflege des naturnahen Argentals beschrieben. Unterhalb Gießenbrücke sind hier insbesondere das Flussbett und die Uferstreifen, die Hochwasserdämme, Au- und Sumpfwälder, verlandende Tümpel, Moore und Sümpfe, angrenzende Röhrichtbestände, Streu- und Feuchtwiesen mit Schwertlilien- und Orchideenbeständen, seggen- und binsenreiche Nasswiesen, Streuobstwiesen und Reste der Argenmündungsarme zu nennen. Oberhalb Gießenbrücke werden das Flussbett mit seinen vorwiegend kiesigen Uferstreifen und Kiesbänken, die naturnahen Auwälder, eine Auwaldinsel, naturnahe Bruch- und Sumpfwälder, Moore und Sümpfe, Quellbereiche, Tümpel, Riedflächen und Feuchtwiesen sowie zahlreiche unverfälschte, natürliche oder naturnahe Prall-, Gleit- und Rutschhänge am Talrand mit naturnahen Hangwäldern und die offenen Felsbildungen beschrieben.

### Flora und Fauna

#### Flora
Aus der schützenswerten Flora sind folgende Pflanzspezies (Auswahl) zu nennen:
- Birkengewächse
  - Grau-Erle oder Weiß-Erle (Alnus incana)
- Hahnenfußgewächse
  - Akeleiblättrige Wiesenraute (Thalictrum aquilegiifolium), auch als Amstelraute bezeichnet
  - Blauer Eisenhut (Aconitum napellus)
  - Eisenhutblättriger Hahnenfuß (Ranunculus aconitifolius), auch Eisenhut-Hahnenfuß genannt,
- Hanfgewächse
  - Wilder Hopfen (Humulus lupulus)
- Korbblütler
  - Alpen-Distel (Carduus defloratus), auch als Berg-Distel bezeichnet
  - Alpen-Greiskraut (Senecio alpinus)
  - Alpenmaßliebchen (Bellidiastrum michelii)
  - Gewöhnliche Pestwurz (Petasites hybridus)
  - Weiße Pestwurz (Petasites albus)
- Pimpernussgewächse
  - Gemeine Pimpernuss (Staphylea pinnata)
- Schachtelhalmgewächse
  - Riesen-Schachtelhalm (Equisetum telmateia)
- Schwertliliengewächse
  - Sibirische Schwertlilie (Iris sibirica), auch Wiesen-Schwertlilie genannt
- Streifenfarngewächse
  - Grünstieliger Streifenfarn oder Grüner Streifenfarn (Asplenium viride)
- Weidengewächse
  - Schwarz-Pappel (Populus nigra), auch Saarbaum genannt
  - Silber-Weide (Salix alba)

#### Fauna
Folgende Tierarten (Auswahl) gilt es zu schützen:
Fische
- Groppen
  - Groppe (Cottus gobio), auch als Kaulkopf, Rotzkopf, Westgroppe, Koppe oder Mühlkoppe bezeichnet
- Karpfenfische
  - Barbe, auch Flussbarbe, Barbel oder Pigge (Barbus barbus)
  - Schneider (Alburnoides bipunctatus), auch Alandblecke oder Breitblecke genannt
  - Strömer (Leuciscus souffia)
- Lachsfische
  - Bachforelle (Salmo trutta fario)
  - Seeforelle (Salmo trutta lacustris)
- Plattschmerlen
  - Bachschmerle (Barbatula barbatula)

Insekten
- Edelfalter
  - Admiral (Vanessa atalanta)
- Eulenfalter
  - Hausmutter (Noctua pronuba)
- Eintagsfliegen, Köcherfliegen, Steinfliegen

Krebstiere
- Gammaridae
  - Flussflohkrebs (Gammarus roeseli)

Säugetiere
- Biber

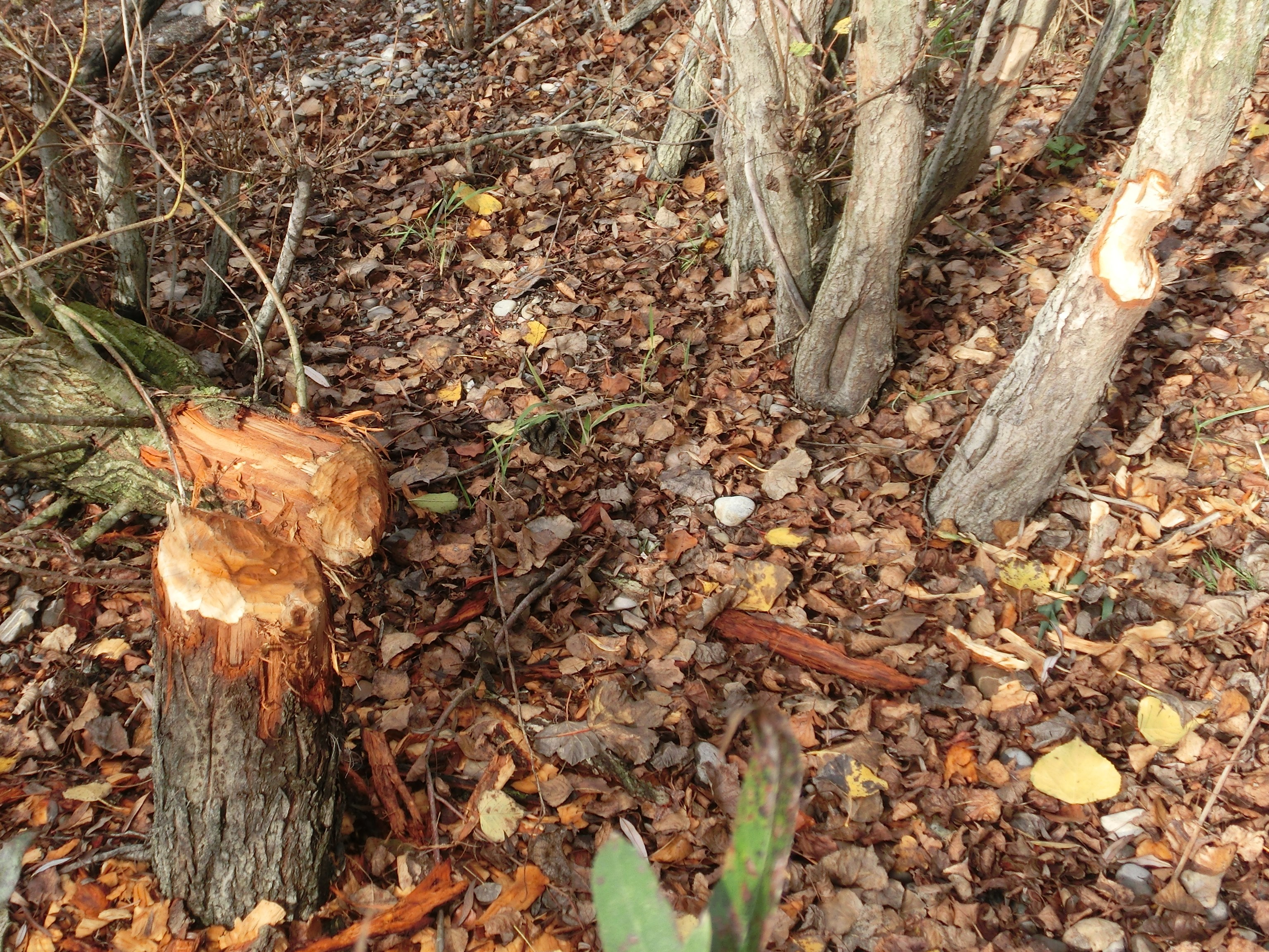
Biber-Fraßspuren bei der Argenmündung (November 2013)

  - Europäischer Biber (Castor fiber), auch Eurasischer Biber genannt, das größte Nagetier Europas[2][3]
- Glattnasen
  - Wasserfledermaus (Myotis daubentonii)
- Hörnchen
  - Eichhörnchen (Sciurus vulgaris)

Vögel
- Eisvögel
  - Eisvogel (Alcedo atthis); die einzige in Mitteleuropa vorkommende Art aus der Familie der Eisvögel (Alcedinidae)
- Entenvögel
  - Gänsesäger (Mergus merganser)
- Falkenartige
  - Baumfalke (Falco subbuteo)
- Pirole
  - Pirol (Oriolus oriolus)
- Wasseramseln
  - Wasseramsel (Cinclus cinclus)

## Landschaftsschutzgebiete

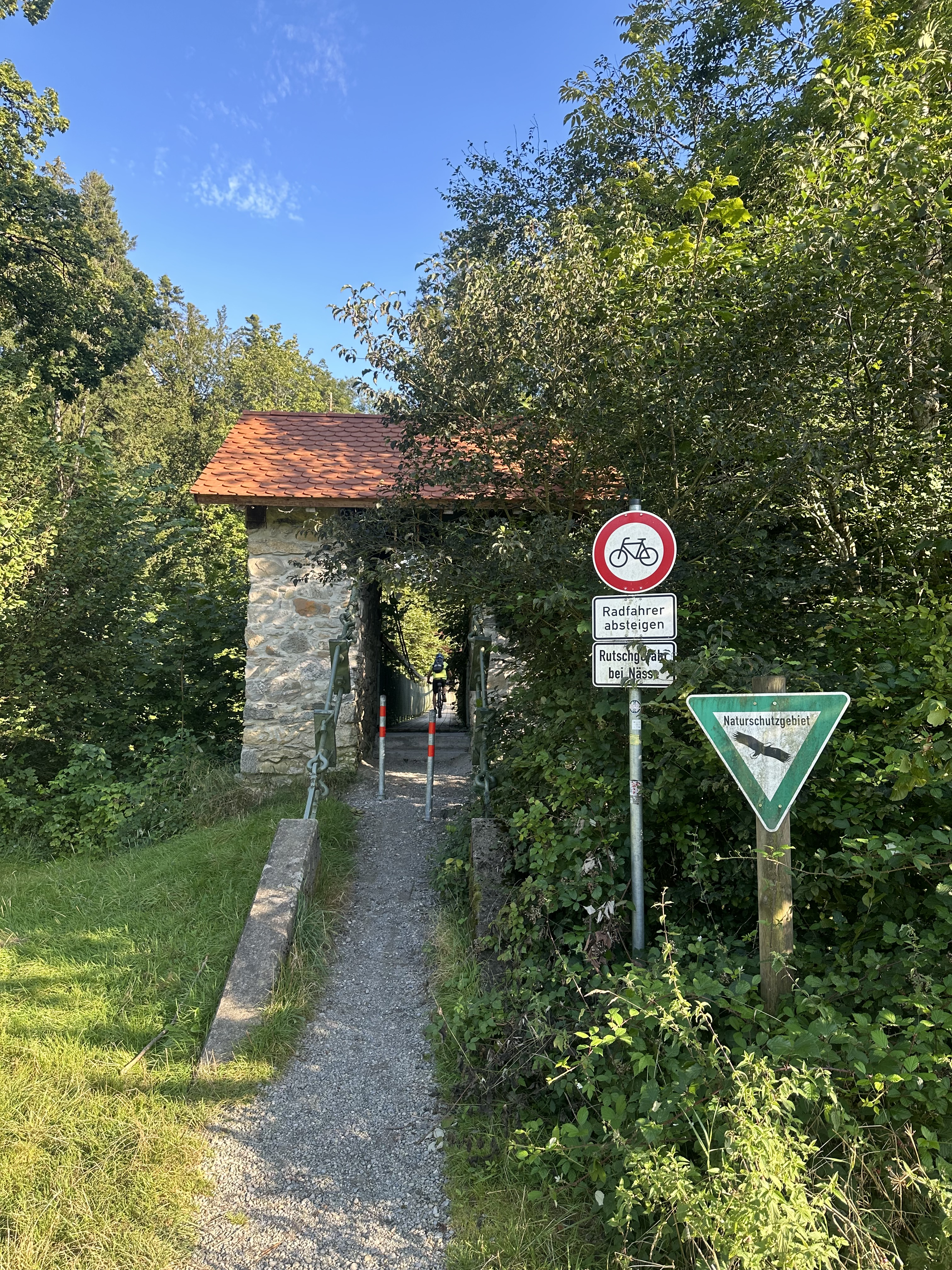
Kennzeichnung am Flunauer Steg unterhalb von Schloss Achberg

Im erweiterten Bereich der Argen sind vier Areale zu Landschaftsschutzgebieten erklärt worden:
- „Argenaue Reutenen“ (4.35.002; 11 ha) im Gebiet der Gemeinde Langenargen
- „Steilrand und Schotterfeld des Argentals südlich der Kochermühle“ (4.35.005; 13 ha) im Gebiet der Gemeinde Kressbronn am Bodensee
- „Seenplatte und Hügelland südlich der Argen und Nonnenbachtal“ (4.35.034; <968 ha) in Gebieten der Gemeinde Kressbronn und der Stadt Tettnang
- „Eiszeitliche Ränder des Argentals mit Argenaue“ (4.35.040; 1621 ha) in Gebieten der Gemeinden Kressbronn, Langenargen und Neukirch sowie der Stadt Tettnang